# Normas nonnullas

Wappen von Papst Benedikt XVI.

Das Motu proprio Normas nonnullas (lateinisch „Einige Normen“) ist ein am 22. Februar 2013 von Papst Benedikt XVI. erlassenes Apostolisches Schreiben.
Es reformiert einige Bestimmungen der Apostolischen Konstitution Universi Dominici Gregis über die Papstwahl. Der  Amtsverzicht, den Benedikt XVI. am 11. Februar 2013 zum 28. Februar 2013 um 20 Uhr MEZ erklärt hatte, führte zu Überlegungen, ob die Wahl des Nachfolgers nicht auch schon früher erfolgen könne als 15 bis 20 Tage nach dem Eintritt der Sedisvakanz. Universi Dominici Gregis  hatte bisher in Nr. 37 nur bestimmt, nach Beginn der Sedisvakanz solle 15 Tage auf die noch nicht angereisten, wahlberechtigten Kardinäle gewartet werden; aus schwerwiegenden Gründen könne das Kardinalskollegium diese Frist auf höchstens 20 Tage verlängern. Normas nonnullas erlaubt dem Kardinalskollegium darüber hinaus nun ausdrücklich, den Beginn des Konklaves vorzuziehen, sobald die Anwesenheit aller wahlberechtigten Kardinäle festgestellt ist. 
Außerdem vereinfachte Benedikt XVI. die Bestimmungen hinsichtlich der einzuhaltenden Zweidrittelmehrheit (Nr. 62 von Universi Dominici Gregis), indem er die Regelung für den Fall einer nicht glatten Zweidrittelmehrheit strich. Darüber hinaus änderte er das Strafmaß für die Verletzung der Verschwiegenheitspflicht während des Konklaves durch Vatikanmitarbeiter. Statt der Androhung schwerer Strafen nach Ermessen des neu gewählten Papstes ist nunmehr der Eintritt der Exkommunikation als Tatstrafe (latae sententiae) vorgesehen. Durch Veröffentlichung im L’Osservatore Romano ist das Motu proprio Normas nonnullas seit 25. Februar 2013 in Kraft.